# Edvard Stanič
Edvard Stanič, slovenski politik, *29. maj 1947, Kanal ob Soči/Gorica?/, † 24. oktober 2000, Golnik.
Študiral je na Tehniški fakulteti, nato na FF primerjalno književnost. V tovarni Salonit Anhovo je urejal tovarniško glasilo Naš list. Zaradi verske dikriminacije je 1977 odšel od tam in postal vodja splošnega sektorja v gradbenem podjetju Primorje Ajdovščina, kjer je pozneje napredoval do direktorja. Konec let 1989 je ustanovil zasebno podjetje Inrteres in knjigarno v Kanalu. Deloval je tudi kot glasbenik, še kot študent sodeloval pri PAZ Vinko Vodopivec, nato kot zborovodja in organist ter režiser manjših iger in prireditev v okviru župnije. Bil je pobudnik ustanovitve orglarske šole v Novi Gorici in njen prvi vodja. 
Edvard Stanič je maja 1992 postal glavni tajnik stranke Slovenskih krščanskih demokratov (SKD). Znan pa je bil po tem, da je sicer desničarsko stranko preusmeril proti političnemu centru. 